# Oriundi d'Italia
(Paolo Conte, Sud America)

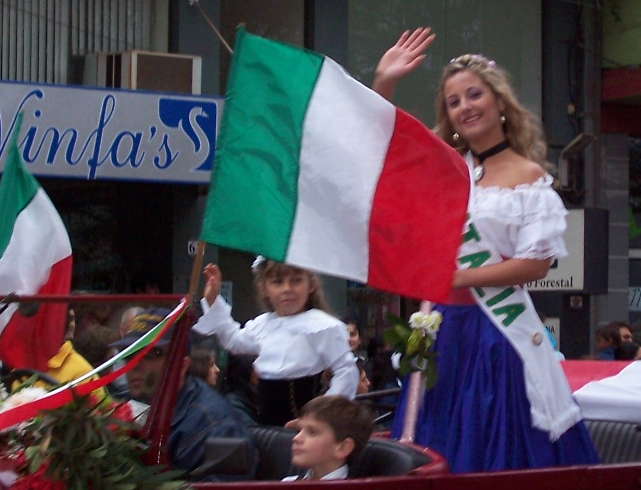
La comunità italiana durante la festa nazionale dell'immigrante, evento che si celebra nella città di Oberá in Argentina nei primi 15 giorni di settembre, a cui partecipano tutte le comunità argentine che sono discendenti di immigrati

Gli oriundi d'Italia sono i discendenti degli emigrati italiani che nel corso dei secoli sono espatriati all'estero senza fare più ritorno in Italia. Si stima che il loro numero nel mondo sia compreso tra i 60 e gli 80 milioni.

## Generalità

Tre dei più famosi oriundi italiani, José Altafini, Antonio Angelillo e Omar Sívori; di origine argentina e brasiliana, sono qui fotografati nel 1961 con la maglia azzurra dell'Italia.

Nel XIX secolo e nel XX secolo, quasi 30 milioni di italiani hanno lasciato l'Italia con destinazioni principali le Americhe, l'Australia e l'Europa occidentale. Si stima che il numero dei loro discendenti, che sono chiamati "oriundi italiani", sia compreso tra i 60 e gli 80 milioni. Sono diffusi in differenti nazioni del mondo: le comunità più numerose sono in Brasile, Argentina,  Venezuela e Stati Uniti d'America. Si consideri che un oriundo può avere anche solo un antenato lontano nato in Italia, quindi la maggioranza degli oriundi ha solo il cognome italiano (e spesso neanche quello) ma non la cittadinanza italiana. In molti Paesi, specialmente del Sud America, le stime sono molto approssimative poiché non esiste alcun tipo di censimento sulle proprie origini (come accade invece negli Stati Uniti o in Canada). 

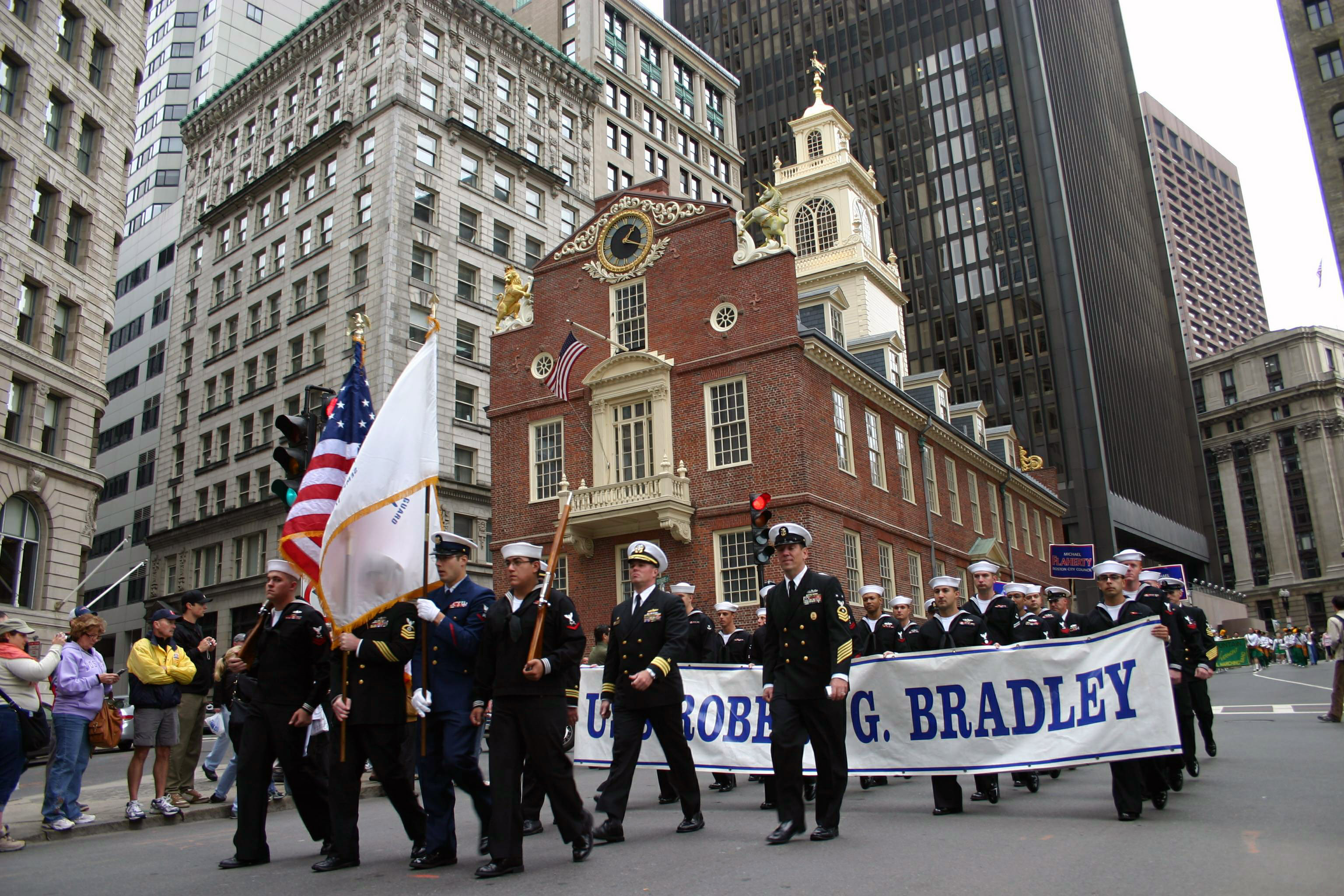
Parata del Columbus Day a Boston

In Italia, nazione in cui il fenomeno dell'emigrazione verso l'estero (soprattutto a cavallo fra il XIX e il XX secolo) si è sviluppato in proporzioni ingenti, il recupero del rapporto con le comunità di origine italiana formatesi nel mondo gode di crescente attenzione. Cominciano a essere emanate norme, particolarmente in ambiti regionali, che prevedono assistenza non più e non solo per coloro che sono nati in Italia e che espatriarono, ma anche per i loro discendenti (appunto gli oriundi), affinché si possa consolidare il legame identitario culturale d'origine. Ne è un esempio la legge della regione Veneto n°2 del 9 gennaio 2003, nella quale si dispongono diverse azioni in favore dell'emigrato, del coniuge superstite e dei discendenti fino alla terza generazione, al fine di «garantire il mantenimento della identità veneta e migliorare la conoscenza della cultura di origine».

Di oriundi si è trattato normativamente anche a proposito di emigrazione interna. A tal proposito raggiunse una certa notorietà il caso della regione Trentino-Alto Adige, il cui vice commissario di governo istituì nel 1955 un corso di preparazione per la carica di segretario comunale riservato ai cittadini italiani oriundi della provincia di Bolzano. Causa un ricorso avverso il decreto, fu sollevata una questione di legittimità costituzionale della legge 9 agosto 1954, n. 748, del quale il decreto era l'applicazione; la Corte costituzionale dichiarò infondata la questione consentendo di fatto la prima norma che qualificava giuridicamente l'oriundo e ne ammetteva un trattamento particolare.

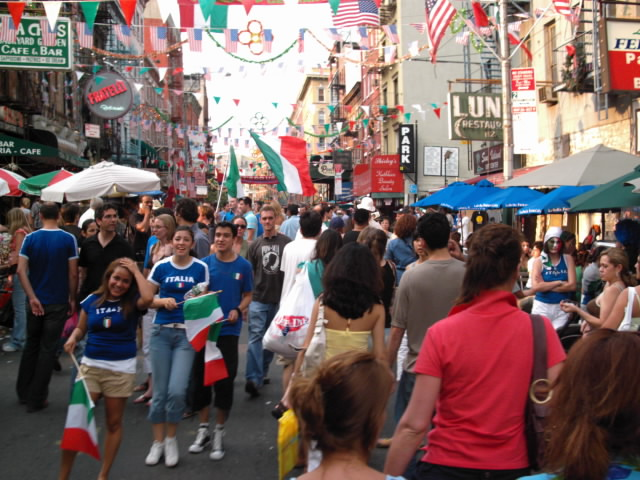
Festeggiamenti alla Little Italy di New York per la vittoria della nazionale italiana di calcio ai campionati mondiali del 2006

Gli oriundi italiani costituiscono una popolazione di proporzioni assai cospicue. Solo in Argentina, secondo una stima, vi sarebbero decine di milioni di oriundi italiani e non meno nutrite sono le comunità negli Stati Uniti d'America, Brasile e in Venezuela, altre principali destinazioni del citato flusso migratorio a cavallo del Novecento. In molti altri Paesi europei le comunità italiane sono diffusamente distribuite, ma almeno nell'area Schengen la caduta di molte barriere nazionalistiche rende assai meno stringente il problema dei rapporti con la madrepatria. I concetti di multietnicità e naturalizzazione nel calcio hanno interessato l'intero mondo, tanto che ai Mondiali 2014 - nelle rose delle 32 Nazionali partecipanti - si contavano 83 oriundi.
Il termine "oriundo" è diffusamente usato per indicare un atleta, specialmente giocatore di calcio, rugby, calcio a 5, hockey su ghiaccio e su pista e pallacanestro di nazionalità straniera ma di origine italiana, equiparato nella normativa sportiva ai cittadini della penisola e perciò ammesso a far parte della squadra nazionale azzurra; è il caso dei calciatori Anfilogino Guarisi, Atilio Demaría, Luis Monti, Enrique Guaita e Raimundo Orsi campioni del mondo con la Nazionale nel 1934, di Michele Andreolo campione del mondo nel 1938, di Mauro Germán Camoranesi campione del mondo nel 2006, di Jorginho e Emerson Palmieri campioni d'Europa nel 2021, e di diversi altri calciatori a partire dagli anni 1930 fino a oggi.
Uno degli eventi più sentiti dagli oriundi italiani nelle Americhe è il Columbus Day (it. "Giorno di Colombo"), festa celebrata in molti Paesi per commemorare il giorno dell'arrivo di Cristoforo Colombo nel Nuovo Mondo il 12 ottobre 1492. Feste simili, celebrate come Día de las Culturas (it. "Giorno delle culture") in Costa Rica, Discovery Day (it. "Giorno della scoperta") nelle Bahamas, Día de la Hispanidad (it. "Giorno della Ispanità") in Spagna, e rinominato da poco (nel 2002) Día de la Resistencia Indígena (it. "Giorno della resistenza indigena") in Venezuela, la Giornata Nazionale di Cristoforo Colombo in Italia, commemorano lo stesso evento. Il Columbus Day è stato celebrato per la prima volta da italiani a San Francisco nel 1869, seguendo le molte celebrazioni legate all'Italia che venivano organizzate a New York. Gli italoamericani sentono molto questa festività e sono particolarmente orgogliosi del fatto che sia stato Cristoforo Colombo, un navigatore italiano, il primo europeo a scoprire il continente americano.

## Le comunità di oriundi italiani nel mondo
| Nazione     | Oriundi                            | Comunità                      | Note          |
| ----------- | ---------------------------------- | ----------------------------- | ------------- |
| Argentina   | 30 000 000 (circa 70% pop. totale) | italo-argentini (categoria)   | [ 13 ]        |
| Brasile     | 27 200 000 (circa 13% pop. totale) | italo-brasiliani (categoria)  | [ 14 ] [ 15 ] |
| Stati Uniti | 19 000 000 (circa 6% pop. totale)  | italoamericani (categoria)    | [ 16 ]        |
| Venezuela   | 5 000 000 (circa 15% pop. totale)  | Italo-venezuelani (categoria) | [ 17 ]        |
| Francia     | 4 000 000 (circa 6% pop. totale)   | italo-francesi (categoria)    | [ 2 ] [ 18 ]  |
| Paraguay    | 2 500 000 (circa 40% pop. totale)  | Italo-paraguaiani (categoria) | [ 19 ]        |
| Colombia    | 2 000 000 (circa 4,3% pop. totale) | italo-colombiani (categoria)  | [ 20 ]        |
| Uruguay     | 1 600 000 (circa 45% pop. totale)  | italo-uruguaiani (categoria)  | [ 2 ] [ 21 ]  |
| Canada      | 1 445 335 (circa 4% pop. totale)   | italo-canadesi (categoria)    | [ 22 ]        |
| Perù        | 1 400 000 (circa 3% pop. totale)   | italo-peruviani (categoria)   | [ 23 ]        |
| Australia   | 916 000 (circa 4% pop. totale)     | italo-australiani (categoria) | [ 24 ]        |
| Messico     | 850 000 (<1% pop. totale)          | italo-messicani (categoria)   |               |
| Germania    | 700 000 (<1% pop. totale)          | italo-tedeschi (categoria)    | [ 3 ]         |
| Svizzera    | 527 817 (circa 7% pop. totale)     | italo-svizzeri (categoria)    | [ 3 ]         |
| Regno Unito | 500 000 (<1% pop. totale)          | italo-britannici (categoria)  |               |
| Belgio      | 290 000 (circa 2,6% pop. totale)   | italo-belgi (categoria)       | [ 25 ]        |
| Cile        | 150 000 (<1% pop. totale)          | Italo-cileni (categoria)      | [ 26 ]        |
| Costa Rica  | 120 000 (circa 2,3% pop. totale)   | Italo-costaricani (categoria) |               |

Va precisato che queste stime si riferiscono agli oriundi, e quindi non tengono conto degli italiani residenti all'estero, che sono invece censiti dall'anagrafe degli italiani residenti all'estero (AIRE). 

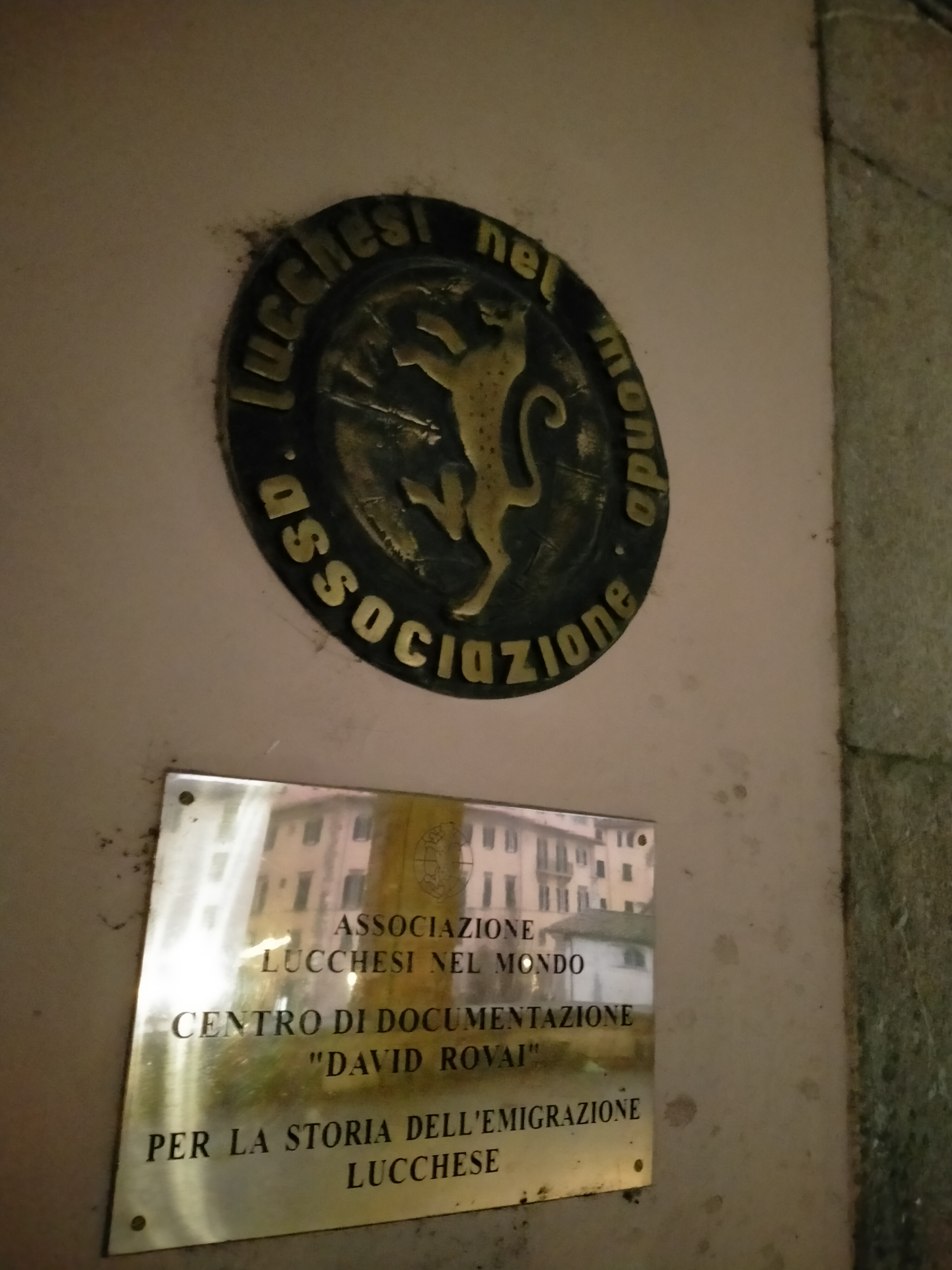
Associazione "Lucchesi nel Mondo" presso Lucca, una delle associazioni che si prefigge di mantenere il legame degli oriundi italiani con la località d'origine dei propri avi

Altre comunità di oriundi italiani degne di nota sono gli italo-tunisini, gli italo-egiziani, gli italo-marocchini, gli italo-algerini, gli italo-sudafricani, gli italo-boliviani, gli italo-dominicani, gli italo-portoricani, gli italo-austriaci, gli italo-bosniaci, gli italo-greci, gli italo-islandesi, gli italo-levantini, gli italo-lussemburghesi, gli italo-romeni, gli italo-sammarinesi, gli italo-svedesi, gli italo-libanesi, gli italo-neozelandesi, gli italo-libici, gli italo-eritrei, gli italo-etiopici e gli italo-somali.

## Sportivi oriundi ammessi nelle Nazionali italiane

### Nel calcio
| Calciatore               | Paese di origine | Nazionale maggiore | Nazionale maggiore | Under 23 | Under 23 | Under 21 | Under 21 |
| Calciatore               | Paese di origine | Gare               | Reti               | Gare     | Reti     | Gare     | Reti     |
| ------------------------ | ---------------- | ------------------ | ------------------ | -------- | -------- | -------- | -------- |
| José Altafini            | Brasile          | 6                  | 5                  | 0        | 0        | 2        | 3        |
| Amauri                   | Brasile          | 1                  | 0                  | 0        | 0        | 0        | 0        |
| Michele Andreolo         | Uruguay          | 26                 | 1                  | 0        | 0        | 0        | 0        |
| Antonio Angelillo        | Argentina        | 2                  | 1                  | 0        | 0        | 1        | 0        |
| Emilio Badini            | Argentina        | 2                  | 1                  | 0        | 0        | 0        | 0        |
| Cristian Battocchio      | Argentina        | 0                  | 0                  | 0        | 0        | 7        | 2        |
| Mauro Germán Camoranesi  | Argentina        | 55                 | 5                  | 0        | 0        | 0        | 0        |
| Renato Cesarini          | Argentina        | 11                 | 3                  | 0        | 0        | 0        | 0        |
| Arturo Chini Ludueña     | Argentina        | 0                  | 0                  | 6        | 4        | 0        | 0        |
| Dino da Costa            | Brasile          | 1                  | 1                  | 1        | 0        | 0        | 0        |
| Alessandro De Maria      | Brasile          | 0                  | 0                  | 2        | 3        | 0        | 0        |
| Atilio Demaría           | Argentina        | 13                 | 3                  | 4        | 4        | 0        | 0        |
| Alfredo De Vincenzi      | Argentina        | 0                  | 0                  | 1        | 0        | 0        | 0        |
| Ricardo Faccio           | Uruguay          | 5                  | 0                  | 2        | 0        | 0        | 0        |
| Octavio Fantoni          | Brasile          | 1                  | 0                  | 0        | 0        | 0        | 0        |
| Francisco Fedullo        | Uruguay          | 2                  | 3                  | 4        | 3        | 0        | 0        |
| Emanuel Fillola          | Uruguay          | 0                  | 0                  | 3        | 1        | 0        | 0        |
| Eddie Firmani            | Sudafrica        | 3                  | 2                  | 1        | 0        | 0        | 0        |
| Enrique Flamini          | Argentina        | 0                  | 0                  | 1        | 0        | 0        | 0        |
| Fernando Forestieri      | Argentina        | 0                  | 0                  | 0        | 0        | 2        | 0        |
| Francesco Frione         | Uruguay          | 0                  | 0                  | 4        | 1        | 0        | 0        |
| Elisio Gabardo           | Brasile          | 0                  | 0                  | 1        | 0        | 0        | 0        |
| Alcides Ghiggia          | Uruguay          | 5                  | 1                  | 0        | 0        | 0        | 0        |
| Enrique Guaita           | Argentina        | 10                 | 5                  | 1        | 2        | 0        | 0        |
| Anfilogino Guarisi       | Brasile          | 6                  | 1                  | 2        | 1        | 0        | 0        |
| Paulo Innocenti          | Brasile          | 0                  | 0                  | 4        | 0        | 0        | 0        |
| Jorginho                 | Brasile          | 46                 | 5                  | 0        | 0        | 0        | 0        |
| Cristian Daniel Ledesma  | Argentina        | 1                  | 0                  | 0        | 0        | 0        | 0        |
| Julio Libonatti          | Argentina        | 17                 | 15                 | 0        | 0        | 0        | 0        |
| Francisco Lojacono       | Argentina        | 8                  | 5                  | 2        | 0        | 0        | 0        |
| Cesare Lovati            | Argentina        | 6                  | 0                  | 0        | 0        | 0        | 0        |
| Rinaldo Martino          | Argentina        | 1                  | 0                  | 0        | 0        | 0        | 0        |
| Éder                     | Brasile          | 26                 | 6                  | 0        | 0        | 0        | 0        |
| Ernesto Mascheroni       | Uruguay          | 2                  | 0                  | 0        | 0        | 0        | 0        |
| Humberto Maschio         | Argentina        | 2                  | 0                  | 1        | 0        | 0        | 0        |
| Luis Monti               | Argentina        | 18                 | 1                  | 0        | 0        | 0        | 0        |
| Miguel Montuori          | Argentina        | 12                 | 2                  | 0        | 0        | 0        | 0        |
| Giovanni Moscardini      | Scozia           | 9                  | 7                  | 0        | 0        | 0        | 0        |
| Eugenio Mosso            | Argentina        | 1                  | 0                  | 0        | 0        | 0        | 0        |
| Thiago Motta             | Brasile          | 30                 | 1                  | 0        | 0        | 0        | 0        |
| Raimundo Orsi            | Argentina        | 35                 | 13                 | 0        | 0        | 0        | 0        |
| Pablo Osvaldo            | Argentina        | 14                 | 4                  | 4        | 1        | 8        | 1        |
| Gabriel Paletta          | Argentina        | 3                  | 0                  | 0        | 0        | 0        | 0        |
| Bruno Pesaola            | Argentina        | 1                  | 0                  | 6        | 0        | 0        | 0        |
| Roberto Porta            | Uruguay          | 1                  | 0                  | 1        | 0        | 0        | 0        |
| Héctor Puricelli         | Uruguay          | 1                  | 1                  | 0        | 0        | 0        | 0        |
| Eduardo Ricagni          | Argentina        | 3                  | 2                  | 0        | 0        | 0        | 0        |
| Alessandro Renica        | Francia          | 0                  | 0                  | 0        | 0        | 8        | 0        |
| Humberto Rosa            | Argentina        | 0                  | 0                  | 1        | 0        | 0        | 0        |
| Attila Sallustro         | Paraguay         | 2                  | 1                  | 2        | 1        | 0        | 0        |
| Raffaele Sansone         | Uruguay          | 3                  | 0                  | 3        | 0        | 0        | 0        |
| Ezequiel Schelotto       | Argentina        | 1                  | 0                  | 0        | 0        | 7        | 0        |
| Juan Alberto Schiaffino  | Uruguay          | 4                  | 0                  | 0        | 0        | 0        | 0        |
| Alessandro Scopelli      | Argentina        | 1                  | 0                  | 0        | 0        | 0        | 0        |
| Pedro Sernagiotto        | Brasile          | 0                  | 0                  | 1        | 0        | 0        | 0        |
| Enrique Omar Sívori      | Argentina        | 9                  | 8                  | 0        | 0        | 0        | 0        |
| Angelo Benedicto Sormani | Brasile          | 7                  | 2                  | 1        | 1        | 0        | 0        |
| Ulisse Uslenghi          | Uruguay          | 0                  | 0                  | 1        | 0        | 0        | 0        |
| Franco Vázquez           | Argentina        | 2                  | 0                  | 0        | 0        | 0        | 0        |
| Emerson Palmieri         | Brasile          | 28                 | 0                  | 0        | 0        | 0        | 0        |
| Rafael Tolói             | Brasile          | 10                 | 0                  | 0        | 0        | 0        | 0        |

### Nel rugby
Nel rugby a 15 la maggior parte è di origine argentina, ma vi sono anche neozelandesi, francesi, sudafricani e australiani. L'elenco che segue contiene solo gli oriundi stricto sensu, ovvero coloro che, pur nati all'estero e titolari di un'altra cittadinanza, hanno diritto a quella italiana per diritto di ascendenza (ovvero, che abbiano un ascendente italiano nel proprio albero genealogico). Non sono quindi ivi compresi coloro che hanno acquisito la cittadinanza italiana per cause varie quali naturalizzazione o matrimonio né coloro che sono idonei a giocare per la Nazionale italiana secondo la normativa dell'International Rugby Board, che permette a qualsiasi giocatore - non preventivamente schierato a livello maggiore per la sua federazione di origine - di poter essere utilizzato a livello internazionale dalla federazione in qualsiasi dei suoi club abbia militato per almeno tre stagioni. In quest'ultimo caso si parla di "equiparati".
| Nome                      | Paese d'origine |
| ------------------------- | --------------- |
| Matías Agüero             | Argentina       |
| Keanu John Apperley       | Inghilterra     |
| Grégory Arganese          | Francia         |
| Robert Barbieri           | Canada          |
| David Bortolussi          | Francia         |
| Steven Bortolussi         | Australia       |
| Kris Burton               | Australia       |
| Gonzalo Canale            | Argentina       |
| Pablo Canavosio           | Argentina       |
| Martín Castrogiovanni     | Argentina       |
| Santiago Dellapè          | Argentina       |
| Diego Domínguez           | Argentina       |
| Carlo Antonio del Fava    | Sudafrica       |
| Julian Gardner            | Australia       |
| Mark Giacheri             | Australia       |
| Craig Gower               | Australia       |
| Paul Griffen              | Nuova Zelanda   |
| Luke McLean               | Australia       |
| Jean-François Montauriol  | Francia         |
| Alejandro Cristian Moreno | Argentina       |
| Marco Neethling           | Sudafrica       |
| Carlos Nieto              | Argentina       |
| Luciano Orquera           | Argentina       |
| Sergio Parisse            | Argentina       |
| Aaron Persico             | Nuova Zelanda   |
| Javier Pértile            | Argentina       |
| Ramiro Pez                | Argentina       |
| Matthew Phillips          | Nuova Zelanda   |
| Matt Pini                 | Australia       |
| Federico Pucciarello      | Argentina       |
| Kaine Robertson           | Nuova Zelanda   |
| Josh Sole                 | Nuova Zelanda   |
| Marko Stanojevic          | Inghilterra     |
| Cristian Stoica           | Romania         |
| Laurent Travini           | Francia         |
| Nick Zisti                | Australia       |

Nel rugby a 13 la maggior parte è di origine australiana e tra loro ricordiamo:
- Daniel Alvaro
- Christopher Calegari
- Terry Campese
- Justin Castellaro
- Chris Centrone
- Mason Cerruto
- Richard Lepori
- Josh Mantellato
- Nathan Milone
- Mark Minichiello
- Giuseppe Pagani
- Brenden Santi
- James Tedesco
- Joseph Tramontana

### Nell'hockey su ghiaccio
Ancora più massiccio che nel calcio è stato il ricorso a giocatori oriundi nell'hockey su ghiaccio italiano. E molto numerosi sono i giocatori oriundi (perlopiù canadesi e statunitensi) ad avere indossato la maglia azzurra.
A titolo di esempio, si può citare il roster dell'Italia ai Giochi di Nagano 1998:
- dei 3 portieri, due erano oriundi canadesi (Mike Rosati e Mario Brunetta), uno statunitense (David Delfino);
- degli 8 difensori, tre erano oriundi canadesi (Chad Biafore, Lawrence Rucchin e Michael De Angelis), due statunitensi (Christopher Bartolone e Bob Nardella) e solo tre avevano il solo passaporto italiano (gli altoatesini Leo Insam, Markus Brunner e Robert Oberrauch);
- dei 12 attaccanti, sette erano oriundi canadesi (Stefano Figliuzzi, Gaetano Orlando, Bruno Zarrillo, Dino Felicetti, Maurizio Mansi, Joe Busillo, Mario Chitaroni) e cinque di solo passaporto italiano (Roland Ramoser, Lucio Topatigh, Patrick Brugnoli, Stefano Margoni e Martin Pavlu, quest'ultimo nato in Cecoslovacchia, ma cresciuto in Italia).

In totale, dunque, 15 giocatori su 23 avevano il doppio passaporto. Col tempo il ricorso agli oriundi è stato limitato dalla FISG, restando comunque forte: ancora ai Giochi di Torino 2006, gli oriundi erano 11 (9 canadesi, 2 statunitensi), ai Mondiali dello stesso anno 6.
Nella seguente lista si elencano gli oriundi che hanno vestito la maglia azzurra in competizioni ufficiali. Vengono indicate le edizioni dei Campionati del Mondo e dei Giochi Olimpici Invernali a cui hanno preso parte.

#### Oriundi canadesi
| Nome               | Paese d'origine | Olimpiadi        | Campionati del Mondo                                             |
| ------------------ | --------------- | ---------------- | ---------------------------------------------------------------- |
| Scott Beattie      | Canada          |                  | 1996, 2001                                                       |
| John Bellio        | Canada          |                  | 1982                                                             |
| Jim Camazzola      | Canada          | 1992, 1994       | 1992                                                             |
| Bruno Campese      | Canada          | 1994             | 1993, 1994, 1995, 1999                                           |
| Mario Chitaroni    | Canada          | 1998, 2006       | 1992, 1993, 1994, 1995, 1996, 1997, 1998, 2000, 2001, 2007, 2008 |
| Joe Ciccarello     | Canada          |                  | 1999                                                             |
| Anthony Circelli   | Canada          | 1992, 1994       | 1992, 1993, 1994, 1995                                           |
| Alfredo Coletti    | Canada          |                  | 1959                                                             |
| Jim Corsi          | Canada          |                  | 1982, 1983                                                       |
| Stefano Figliuzzi  | Canada          | 1994, 1998       | 1992, 1994, 1995, 1996                                           |
| Robert Ginnetti    | Canada          | 1992             | 1992                                                             |
| Anthony Iob        | Canada          | 2006             | 1997, 1998, 2001                                                 |
| Emilio Iovio       | Canada          | 1992, 1994       | 1982, 1992, 1993, 1994                                           |
| Bob Manno          | Canada          | 1992             | 1982                                                             |
| Maurizio Mansi     | Canada          | 1994, 1998       | 1992, 1993, 1995, 1996, 1997, 1998, 1999, 2000, 2001, 2002       |
| Tom Milani         | Canada          | 1984             | 1982, 1983                                                       |
| Jason Muzzatti     | Canada          | 2006             | 2006, 2007                                                       |
| Frank Nigro        | Canada          | 1992             |                                                                  |
| Gaetano Orlando    | Canada          | 1994, 1998       | 1992, 1993, 1994, 1995, 1996, 1997, 1998, 1999                   |
| John Parco         | Canada          | 2006             | 2006, 2007                                                       |
| Santino Pellegrino | Canada          | 1992             | 1992                                                             |
| Roberto Romano     | Canada          |                  | 1992                                                             |
| Mike Rosati        | Canada          | 1994, 1998       | 1994, 1995, 1996, 1997, 1998, 1999, 2001, 2002                   |
| Lawrence Rucchin   | Canada          | 1998             | 1997, 1998, 1999, 2001                                           |
| Adam Russo         | Canada          |                  | 2008                                                             |
| Vezio Sacratini    | Canada          | 1994             | 1994, 2000, 2001, 2002                                           |
| Giulio Scandella   | Canada          | 2006             | 2007                                                             |
| André Signoretti   | Canada          | 2006             | 2007, 2008                                                       |
| Bill Stewart       | Canada          | 1992, 1994       | 1992, 1993                                                       |
| Bernard Tomei      | Canada          | 1956             |                                                                  |
| Carter Trevisani   | Canada          | 2006             | 2006, 2007, 2008                                                 |
| Carmine Tucci      | Canada          | 1956             |                                                                  |
| Carmine Vani       | Canada          |                  | 1992, 1993                                                       |
| Mike Zanier        | Canada          | 1992             |                                                                  |
| Bruno Zarrillo     | Canada          | 1992, 1994, 1998 | 1992, 1993, 1994, 1995, 1996, 1997, 1998, 2000, 2001             |

#### Oriundi statunitensi
| Nome                  | Paese d'origine | Olimpiadi        | Campionati del Mondo                                 |
| --------------------- | --------------- | ---------------- | ---------------------------------------------------- |
| Christopher Bartolone | Stati Uniti     | 1998             | 1994, 1995, 1996, 1997, 1998, 1999, 2000, 2001, 2002 |
| Phil De Gaetano       | Stati Uniti     | 1994             | 1994                                                 |
| David Delfino         | Stati Uniti     | 1992, 1994, 1998 | 1992, 1993, 1994, 1996, 1997                         |
| Frank Lattuca         | Stati Uniti     |                  | 1992                                                 |
| Mike Mastrullo        | Stati Uniti     | 1984, 1992       | 1982, 1983                                           |
| Bob Nardella          | Stati Uniti     | 1998, 2006       | 1995, 1996, 1997                                     |
| Guido Tenisi          | Stati Uniti     |                  | 1982                                                 |
| Dave Tomassoni        | Stati Uniti     | 1984             | 1982, 1983                                           |
| Tony Tuzzolino        | Stati Uniti     | 2006             |                                                      |

### Nel calcio a 5
La nazionale di calcio a 5 dell'Italia è storicamente soggetta a casi di naturalizzazione o dell'utilizzo di giocatori oriundi, soprattutto sudamericani. Ha fatto scandalo la rosa della nazionale che nel 2008 partecipò ai Mondiali in Brasile, in quanto era interamente formata da calcettisti nati in Brasile; la cosa mandò su tutte le furie la FIFA. In tale occasione l'Italia perse la semifinale contro la Spagna a causa di una contestata autorete di Adriano Foglia a tempo scaduto; qualora fosse riuscita ad accedere alla finale contro il Brasile si sarebbero affrontate, in Brasile, due rose composte interamente da brasiliani.
| Nome                | Paese d'origine | Presenze | Reti |
| ------------------- | --------------- | -------- | ---- |
| Fernando Grana      | Brasile         | 113      | 63   |
| Adriano Foglia      | Brasile         | 101      | 66   |
| Edgar Bertoni       | Brasile         | 100      | 44   |
| Márcio Forte        | Brasile         | 89       | 21   |
| Saad Assis          | Brasile         | 82       | 44   |
| Gabriel Lima        | Brasile         | 72       | 38   |
| Eduardo Morgado     | Brasile         | 59       | 37   |
| Vampeta             | Brasile         | 59       | 38   |
| André Vicentini     | Brasile         | 59       | 21   |
| Fabiano Assad       | Brasile         | 58       | 31   |
| Alexandre Feller    | Brasile         | 57       | 1    |
| Rodolfo Fortino     | Brasile         | 57       | 32   |
| Anderson Pellegrini | Brasile         | 56       | 7    |
| Sandro Zanetti      | Brasile         | 54       | 35   |
| Carlos Montovaneli  | Brasile         | 51       | 13   |
| Humberto Honorio    | Brasile         | 50       | 17   |
| Vinícius Bacaro     | Brasile         | 46       | 24   |
| Daverson Franzoi    | Brasile         | 45       | 26   |
| Clayton Baptistella | Brasile         | 45       | 23   |
| Patrick Nora        | Brasile         | 44       | 12   |
| Jocimar Jubanski    | Brasile         | 38       | 14   |
| Rodrigo Bertoni     | Brasile         | 37       | 5    |
| Alessandro Patias   | Brasile         | 35       | 20   |
| Caio Farinha        | Brasile         | 33       | 0    |
| Daniel Giasson      | Brasile         | 30       | 6    |
| Alex Merlim         | Brasile         | 29       | 7    |
| Vinícius Duarte     | Brasile         | 22       | 10   |
| Douglas Corsini     | Brasile         | 21       | 4    |
| Carlos Scala        | Brasile         | 18       | 5    |
| Murilo Ferreira     | Brasile         | 18       | 3    |
| Fábio Previdelli    | Brasile         | 17       | 5    |
| Mariano Lima        | Brasile         | 16       | 6    |
| Diego Cavinato      | Brasile         | 16       | 8    |
| Tadeu Veronesi      | Brasile         | 15       | 4    |
| Fabricio Calderolli | Brasile         | 13       | 2    |
| Erick Bellomo       | Brasile         | 12       | 4    |
| Daniel De Nichile   | Brasile         | 10       | 6    |
| Mauro Canal         | Brasile         | 10       | 6    |
| Felipe Furlam       | Brasile         | 9        | 1    |
| Márcio Moratelli    | Brasile         | 9        | 2    |

| Nome                  | Paese d'origine | Presenze | Reti |
| --------------------- | --------------- | -------- | ---- |
| Júlio De Oliveira     | Brasile         | 9        | 2    |
| Júlio Romanini        | Brasile         | 7        | 1    |
| Luciano Mendes        | Brasile         | 6        | 1    |
| Tadeu Sartori         | Brasile         | 6        | 1    |
| Edgar Schurtz         | Brasile         | 6        | 1    |
| Rafael Tosta          | Brasile         | 6        | 0    |
| Marco Zaramello       | Brasile         | 6        | 0    |
| Douglas Nicolodi      | Brasile         | 6        | 1    |
| Filipe Follador       | Brasile         | 6        | 1    |
| Fabrício Urio         | Brasile         | 6        | 4    |
| Marcelo Moreira       | Brasile         | 5        | 4    |
| Parrel                | Brasile         | 5        | 3    |
| Fábio Bachega         | Brasile         | 5        | 1    |
| Thyago Piffer         | Brasile         | 5        | 0    |
| Kaká                  | Brasile         | 5        | 0    |
| Gerardo Battistoni    | Argentina       | 4        | 0    |
| Jonas Pinto           | Brasile         | 4        | 0    |
| Cristiano Scandolara  | Brasile         | 3        | 0    |
| Cleber Parize         | Brasile         | 3        | 0    |
| Bruno                 | Brasile         | 3        | 0    |
| Marcus Delpizzo       | Brasile         | 3        | 0    |
| Vinícius Lona         | Brasile         | 2        | 1    |
| Douglas Correia       | Brasile         | 2        | 0    |
| Almir Rossa           | Brasile         | 2        | 0    |
| Fabricio D'Angelo     | Argentina       | 2        | 0    |
| César Leandro Pereira | Brasile         | 2        | 0    |
| Raphael Bessa         | Brasile         | 2        | 0    |
| Vanderlei Bonfin      | Brasile         | 2        | 0    |
| Wellington Coco       | Brasile         | 2        | 0    |
| Raphael Bruno         | Brasile         | 2        | 0    |
| Marco Boaventura      | Brasile         | 2        | 1    |
| Chimanguinho          | Brasile         | 2        | 1    |
| Richard Cipolla       | Brasile         | 1        | 0    |
| Rodrigo Campagnaro    | Brasile         | 1        | 0    |
| Antonio Rossa         | Brasile         | 1        | 0    |
| Nuno                  | Brasile         | 1        | 0    |
| Ramon Bueno Ardite    | Brasile         | 1        | 0    |
| Ricardo Caputo        | Brasile         | 1        | 0    |
| Bocão                 | Brasile         | 1        | 0    |
| Manoel Crema          | Brasile         | 1        | 0    |